# Gnomidolon ubirajarai
Gnomidolon ubirajarai là một loài bọ cánh cứng trong họ Cerambycidae.